# ادبیات مصر باستان

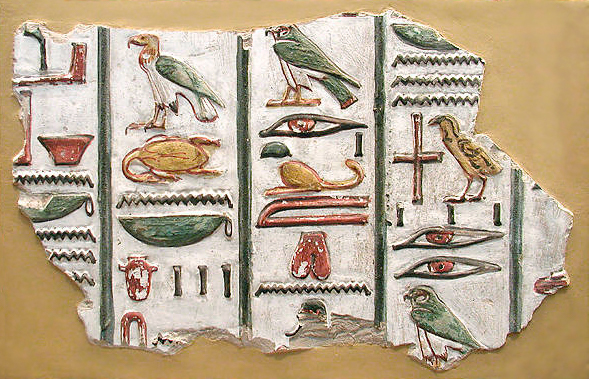
هیروگلیف‌هایی از معبد ستی یکم که اکنون در موزه بریتانیا نگهداری می‌شود.

ادبیات مصر باستان به زبان مصری از دوره فراعنه مصر تا پایان تسلط رومی‌ها نوشته شده است. این آثار قدیمی‌ترین مجموعه ادبیات مصری را تشکیل می‌دهند. به همراه ادبیات سومری، این آثار به عنوان اولین ادبیات جهان در نظر گرفته می‌شوند. 
نوشتن در مصر باستان—چه به خط هیروگلیف و چه به خط هیراتی—برای اولین بار در اواخر هزاره چهارم قبل از میلاد، در مرحله پایانی دوره پیش از سلسله‌های مصر، پدیدار شد. تا زمان پادشاهی کهن (قرن ۲۶ تا ۲۲ قبل از میلاد)، آثار ادبی شامل متون تدفینی، نامه‌ها و مکاتبات، سرودها و اشعار، و همچنین متون خودزندگی‌نامه‌ای بود که به شرح زندگی و کارنامه مقامات برجسته اداری می‌پرداخت. تا اوایل پادشاهی میانه (قرن ۲۱ تا ۱۷ قبل از میلاد) بود که ادبیات روایی مصر شکل گرفت. این تحول به عنوان یک "انقلاب رسانه‌ای" توصیف شده است که به گفته ریچارد بی. پارکینسون، نتیجه ظهور طبقه روشنفکر کاتبان، حساسیت‌های فرهنگی جدید نسبت به فردیت، سطح بی‌سوادی بی‌سابقه و دسترسی گسترده به مواد نوشتاری بود.  بنابراین، خلق ادبیات فعالیتی نخبه‌گرایانه بود که توسط طبقه کاتبان وابسته به دفاتر دولتی و دربار فرعون حاکم انحصاری شده بود. با این حال، در میان پژوهشگران مدرن اجماع کامل وجود ندارد که ادبیات مصر باستان تا چه اندازه به نظم اجتماعی-سیاسی دربارهای سلطنتی وابسته بوده است. 

## تاریخچه
نوشتن در مصر باستان - اعم از هیروگلیف و هیراتیک - برای اولین بار در اواخر هزاره چهارم قبل از میلاد در مرحله اواخر مصر پیش از سلسله ظاهر شد. در زمان پادشاهی کهن مصر (قرن ۲۶ قبل از میلاد تا قرن ۲۲ قبل از میلاد)، آثار ادبی شامل متون تشییع جنازه، رساله‌ها و نامه‌ها، سرودها و اشعار، و متون یادبود خودزندگینامه ای بود که کارنامه مقامات برجسته اداری را بازگو می‌کرد. تا اوایل پادشاهی میانه مصر (قرن ۲۱ قبل از میلاد تا قرن ۱۷ قبل از میلاد) بود که ادبیات داستانی مصری ایجاد شد. این یک «انقلاب رسانه‌ای» بود که به گفته ریچارد بی. پارکینسون، نتیجه ظهور طبقه روشنفکری از کاتبان، حساسیت‌های فرهنگی جدید در مورد فردیت و دسترسی جریان اصلی به مطالب نوشتاری بود؛ بنابراین آفرینش ادبیات یک فعالیت برای نخبگان بود که در انحصار طبقه کاتبان وابسته به ادارات دولتی و دربار سلطنتی فرعون حاکم بود. با این حال، در مورد وابستگی ادبیات مصر باستان به نظم سیاسی-اجتماعی دربارهای سلطنتی، بین محققان مدرن اتفاق نظر کاملی وجود ندارد.

## نوشتار
ریچارد بی. پارکینسون و لودویگ دی. مورنز می‌نویسند که ادبیات مصر باستان - که به‌طور محدود به عنوان belles-lettres ("نوشته زیبا") تعریف می‌شود - تا اوایل سلسله دوازدهم پادشاهی میانه به صورت مکتوب ثبت نشده بود. متون پادشاهی قدیم عمدتاً برای حفظ فرقه‌های الهی، حفظ روح در زندگی پس از مرگ، و مستندسازی گزارش‌هایی برای کاربردهای عملی در زندگی روزمره خدمت می‌کردند. تا زمان پادشاهی میانه بود که متون با هدف سرگرمی و کنجکاوی فکری نوشته می‌شد. پارکینسون و مورنز همچنین بر این باورند که آثار مکتوب پادشاهی میانه رونویسی از ادبیات شفاهی پادشاهی قدیم بوده‌است. معروف است که برخی از شعرهای شفاهی در نوشته‌های بعدی حفظ شده‌است. به عنوان مثال، آهنگ‌های زباله دان‌ها به عنوان آیات نوشته شده در کتیبه‌های مقبره پادشاهی قدیم حفظ می‌شد.

## نامه‌های خصوصی
قدیمی‌ترین نامه‌های خصوصی شناخته‌شده روی پاپیروس در معبدی یافت شد که مربوط به دوران سلطنت جدکارع (۲۴۱۴–۲۳۷۵ قبل از میلاد) از دودمان پنجم مصر است. تاریخ نامه‌های بیشتری به سلسله ششم، زمانی که زیرژانر رساله آغاز شد، می‌باشد. متن آموزشی کتاب کیمیت، مربوط به دودمان یازدهم مصر، حاوی فهرستی از سلام‌های رساله ای و روایتی با پایان‌نامه و اصطلاحات مناسب برای استفاده در زندگی‌نامه‌های یادبود است. سایر نامه‌های اوایل پادشاهی میانه نیز یافت شده‌اند که از فرمول‌های رساله‌ای مشابه کتاب کیمیت استفاده می‌کنند. پاپیروس‌های حقاناخت، نوشته یک کشاورز نجیب‌زاده، مربوط به سلسله یازدهم است و نشان دهنده برخی از طولانی‌ترین نامه‌های خصوصی است که در مصر باستان نوشته شده‌است.